# Piovà Massaia
Piovà Massaia – miejscowość i gmina we Włoszech, w regionie Piemont, w prowincji Asti.
Według danych na styczeń 2009 gminę zamieszkiwało 687 osób przy gęstości zaludnienia 63,6 os./1 km².